# Finn Thorsen
Finn Thorsen (Hamar, 10 marzo 1940) è un allenatore di calcio ed ex calciatore norvegese, di ruolo difensore.

## Carriera

### Giocatore

#### Club
Thorsen cominciò la carriera con la maglia dello HamKam, dove rimase fino al 1962. Nel 1963 passò infatti allo Skeid, dove rimase fino al 1967 e con cui vinse due edizioni della Norgesmesterskapet e un campionato. Tornò poi allo HamKam.

#### Nazionale
Thorsen giocò 4 incontri per la Norvegia under 21. Ne disputò poi 48 per la Nazionale maggiore, il primo dei quali in data 16 settembre 1962, quando fu titolare nel successo per 2-1 sulla Svezia.

### Allenatore
Fu allenatore dello HamKam in due circostanze distinte: la prima volta nel 1978, la seconda nel 1985.

## Palmarès

### Giocatore

#### Club

##### Competizioni nazionali
- Coppa di Norvegia: 2

Skeid: 1963, 1965
- Campionato norvegese: 1

Skeid: 1966